# Châu Kim
Châu Kim là một xã thuộc huyện Quế Phong, tỉnh Nghệ An, Việt Nam.
Xã Châu Kim có diện tích 60,18 km², dân số năm 1999 là 3612 người, mật độ dân số đạt 60 người/km².